# Alžírsko-tuniská státní hranice

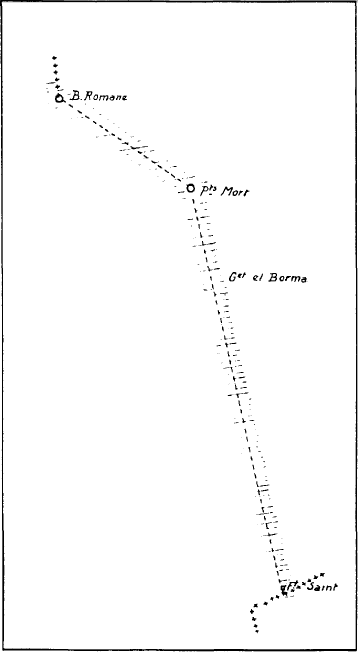
Hranice mezi Bir Romane a Fort Saint, 1929

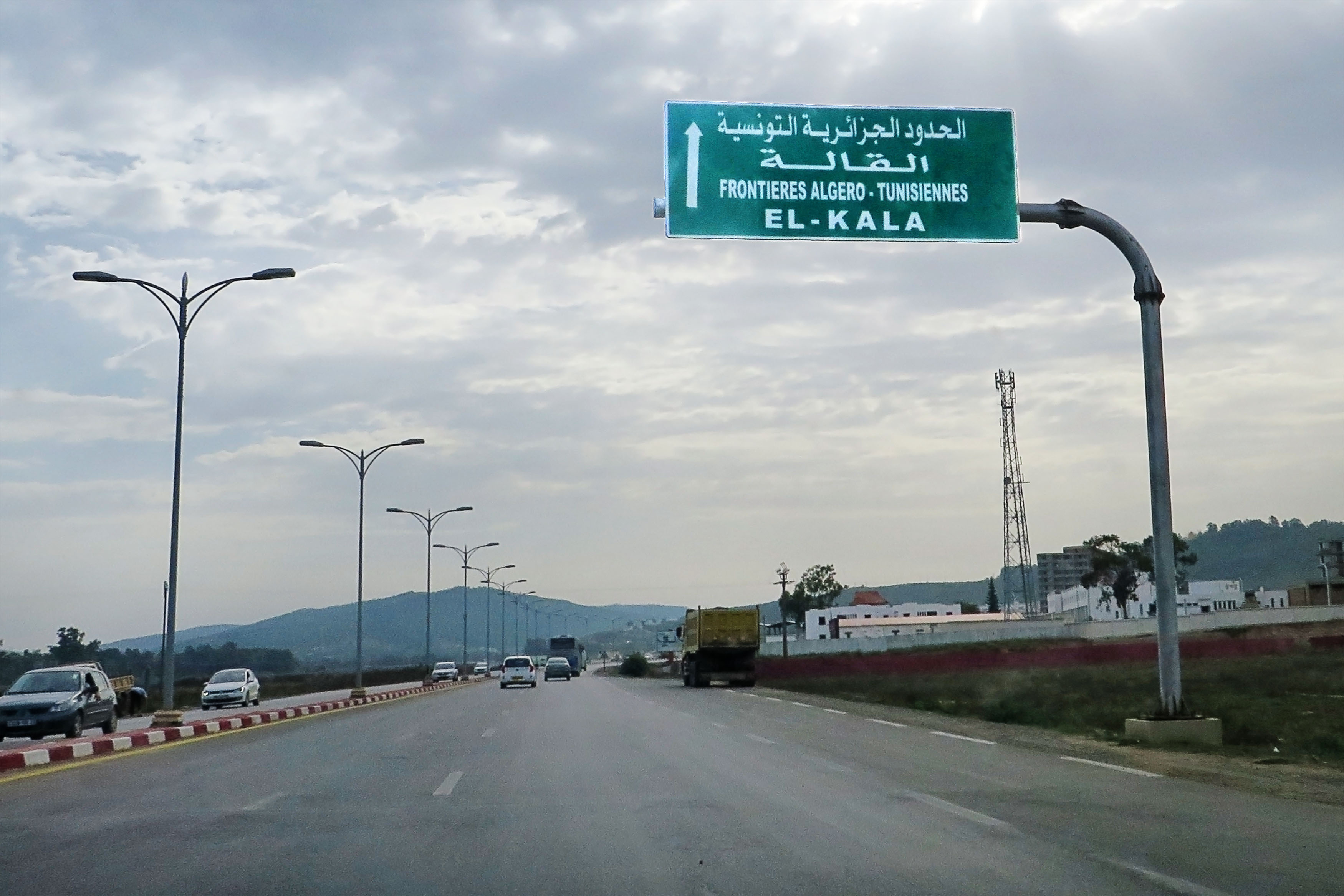
Hraniční přechod El Kala v Alžírsku, 2018

Státní hranice mezi Alžírskem a Tuniskem je dlouhá 1034 km a vede od Středozemního moře na severu k trojmezí s Libyí na jihu.

## Popis
Státní hranice začíná na severu u pobřeží Středozemního moře a pokračuje po souši směrem k jihu. Vede východně od alžírského města Lacroix. Přibližně uprostřed se stáčí na západ a v jižní části převažují rovné linie, které nerespektují geografické uspořádání. Nakonec se hranice stáčí na jihovýchod a končí v trojmezí s Libyí.

## Historie
Před francouzskou kolonizací bylo vymezení těchto dvou území nejisté. Francie v letech 1830 až 1847 okupovala velkou část severních pobřežních oblastí Alžírska a od roku 1881 i Tunisko, přestože obě území byly v té době stále oficiálně pod kontrolou Osmanské říše. Francie se postupně tlačila do vnitrozemí a v roce 1902 anektovala saharské oblasti Alžírska. Státní hranice od pobřeží směrem k jihu k Bir Ramane byla stanovena několika francouzskými dekrety, zejména těmi z let 1888 až 1889 a z roku 1901. Úseky hranice ležící na jih od Bir Ramane až k trojmezí s Libyí nebyly tak jasné a pravděpodobně byly vymezeny někdy v letech 1911 až 1923.
Tunisko získalo v roce 1956 nezávislost na Francii. V roce 1962 jej po krvavé válce následovalo i Alžírsko. Oba státy pak potvrdily stávající hranici mezi nimi dohodou ze dne 6. ledna 1960, přičemž politické vztahy mezi oběma zeměmi byly vesměs pozitivní. Konečné určení hranice bylo uzavřeno v dohodě ze dne 16. dubna 1968, ve které se Tunisko vzdalo nároků mezi body 220 (Fort Saint) a 233 (Garet el Hamel). Dne 6. ledna 1970 byla uzavřena dohoda mezi Alžírskem a Tuniskem o vymezení hranic mezi Bir Romane a libyjskou hranicí. Mezi 10. a 19. březnem 1983 byla uzavřena dohoda o vymezení hranice mezi Středozemním mořem a Bir Romane. Dohoda ze dne 6. ledna 1970 byla 30. prosince 1993 zaregistrována u Organizace spojených národů. Konečné vymezení hranice mezi oblastí Tabarka a Bir Romane bylo dokončeno v roce 1995.
Od konce roku 2012 byla alžírsko-tuniská hranice dějištěm násilných střetů mezi tuniskou armádou a policií a islamistickými skupinami.